# Xaysetha (miasto)
Xaysetha (również Saysetha) – nadrzeczne miasteczko położone w południowo-wschodnim Laosie, w prowincji Attapu, w dystrykcie Xaysetha. Znajduje się nad rzeką Xe Kaman. Przez teren miasta biegnie droga krajowa nr 11.